# Граф, Гаральд Карлович
Гаральд Карлович Граф (имя при рождении — Гаральд Густав Герман Карлович Граф; после принятия православия — Георгий Карлович Граф); 29 декабря 1885, Выборг — 11 октября 1966, Питтсбург, США) — русский капитан 2-го ранга (в эмиграции — контр-адмирал), участник Русско-японской, Первой мировой и Гражданской войн.

## Биография
Родился 29 декабря 1885 года в Выборге, в семье потомственного финляндского дворянина Карла Бернхарда Графа, работавшего техником. Мать — шведская баронесса София Херманс Цедеркрейц, дочь генерал-майора Йохана Акселя Цедеркрейца. В детстве отец Гаральда нередко менял работу, поэтому часто случались переезды; с 1893 года семья обосновалась в Санкт-Петербурге, где Гаральд получил начальное образование. После окончания гимназии в 1898 году поступил в Морской кадетский корпус. В летнюю кампанию 1900 года совершил первое учебное плавание на судне «Моряк», а в следующие две кампании регулярно выходил в море на крейсере I ранга «Князь Пожарский» и учебном судне «Верный». В 1903 году произведён в старшие гардемарины.
С началом Русско-японской войны произведён в числе сверстников в мичманы и определён служить на Балтийский флот. В декабре 1904 года Гаральд Карлович Граф получил назначение на транспорт «Иртыш» Второй Тихоокеанской эскадры. Во время длительного похода исполнял обязанности ревизора и познакомился с П. П. Шмидтом.
В Цусимском сражении «Иртыш» получил тяжёлые повреждения и был затоплен у берегов Японии; экипаж попал в плен, продолжавшийся семь месяцев.
После возвращения в Россию служил на крейсере «Аврора», затем привлекался для приёма новых миноносцев, построенных во Франции; с 1906 года находился на эсминцах балтийской Минной дивизии, исполняя обязанности вахтенного, а затем — старшего офицера. В 1907-1908 годах прошёл обучение и успешно окончил Минный офицерский класс. В период обучения произведён в лейтенанты.
В 1908 году последовательно занимал должности старшего офицера на эскадренном миноносце «Трухменец» и младшего минного офицера крейсера «Адмирал Макаров». Во время похода в Средиземное море принимал участие в спасательных работах после землетрясения в Мессине.
1 мая 1909 года назначен старшим минным офицером на минный заградитель «Амур». На этом корабле сумел наладить чёткое действие системы постановки мин заграждения и подготовить должным образом личный состав, заслужив самые лестные отзывы непосредственных начальников.
27 сентября 1909 года состоялась свадьба Г. К. Графа, а спустя год у Нины Викторовны Граф родилась дочь Лидия. После этого Г. К. Граф преподавал в Минной школе и работал в Николаевской военно-морской академии.
С 11 августа 1914 года — младший минный офицер эсминца «Новик». В 1915 году Г. К. Граф был назначен старшим минным офицером и получил чин старшего лейтенанта, а в следующем году стал старшим офицером «Новика». Участие Гаральда Карловича в боевых действиях отмечено наградами: орденами Святого Станислава 2-й степени с мечами (1914 год), Святого Владимира 4-й степени с мечами и бантом (1915 год), Святой Анны 2-й степени с мечами (1916 год).
В феврале 1917 года назначен флагманским минным офицером штаба начальника Минной обороны и в марте 1917 года покинул «Новик».
Вскоре произведён «за отличие» в чин капитана 2-го ранга. Вскоре после прихода к власти большевиков покинул флот и остался в Гельсингфорсе, став гражданином Финляндии. После смерти первой жены в 1917 году вторично женился в 1919 году. Гаральд Карлович принял некоторое участие в белой борьбе на Северо-Западе, после поражения Юденича вслед за великокняжеской семьёй Кирилла Владимировича Г. К. Граф перебрался в Германию. Там он издал воспоминания о службе в русском флоте и вскоре занялся писательской деятельностью.
В эмиграции принял православие и получил имя Георгий. В 1924 году Георгий Карлович Граф становится начальником канцелярии и личным секретарём Великого князя Кирилла Владимировича, который обнародовал манифест о принятии им императорского титула. До начала Второй мировой войны состоял при Великом князе; в 1930 году Граф был произведён в чин капитана 1-го ранга, а в 1939 — контр-адмирала.
23 июня 1941 года Г. К. Граф был арестован военным патрулём гестапо во Франции и на 14 месяцев помещён в концлагерь для военнопленных «Frontstalag-122» под городом Компьень. С 1942 года жил с семьёй в Париже, зарабатывая на жизнь уроками русского языка. В 1950 году поселился в США в городе Питтсбург, где скончался 11 октября 1966 года.
В советском фильме «Моонзунд» роль Графа (фон Грапфа) исполнил Борис Клюев.

## Отличия
- Орден Святой Анны III степени с мечами и бантом (январь 1907) за участие в Цусимском сражении[4]..
- Орден Святого Станислава II степени с мечами (1914)
- Орден Святого Владимира IV степени с мечами и бантом (1915)
- Орден Святой Анны II степени с мечами (1916)
- Красный Анненский темляк на кортик.

## Сочинения
- Граф Г. К. На «Новике». Балтийский флот в войну и революцию. — Типография Р. Ольденбург, Мюнхен, 1922. РМЗБ, № 1.
- Граф Г. К. Моряки. Очерки из жизни морского офицера. — Париж, Imprimerie de Navarre, 1930. 271 с. РМЗБ, № 10.
- Граф Г. К. Из путевых заметок. — Белград: «Слово», 1931. — 43 с.
- Граф Г. К. Государь Великий князь Кирилл Владимирович, Августейший Блюститель Государева Престола. — Мюнхен, год не указан. — 30 с.
- Граф Г. К. Императорский Балтийский флот между двумя войнами. 1906—1914. — СПб.: БЛИЦ, 2006.
- Граф Г. К. На службе Императорскому Дому России: 1917—1941. — СПб., 2004.
- Graf H. La marine russe dans la guerre et la revolution. — Paris, 1927.